# Alfred Grünfeld
Alfred Grünfeld (také Gruenfeldt) (4. června 1852 Praha – 4. ledna 1924 Vídeň) byl rakouský klavírista a skladatel.

## Život
Pocházel z hudební rodiny, židovského původu. Jeho bratr, Heinrich Grünfeld, byl úspěšným virtuózem na violoncello. Měl pověst zázračného dítěte. Již v šesti letech veřejně vystupoval a první samostatný koncert měl ve třinácti letech v Konviktu (dnes Ponrepo-Bio Konvikt v Bartolomějské ulici). V téže době mu také byla tiskem vydána jeho první skladba Regina-Quadrille. Studoval na Pražské konzervatoři klavír a skladbu. Krátce byl jeho učitelem i Bedřich Smetana. Ve studiu pokračoval u Theodora Kullaka v Berlíně.
V roce 1873 přesídlil do Vídně a pořádal koncertní turné po celé Evropě a Spojených státech. Ve Vídni získal titul Kammervirtuose. V průběhu své návštěvy Německa byl jmenován dvorním klavíristou císaře Viléma I. Pruského. Za svá koncertní vystoupení obdržel celou řadu titulů, řádů a vyznamenání. V roce 1897 byl jmenován profesorem vídeňské konzervatoře (Universität für Musik und darstellende Kunst Wien).
Velmi často vystupoval na českých pódiích, zejména v Praze a v Brně, ale i v lázních Darkov v sále „Kurhauzu“ pro lázeňské hosty, za účasti kněžny Esterházy a samotného hraběte Larisch-Moennicha. K tomuto koncertu bylo do Karvinné a zpět do Vídně dopraveno vzácné křidlo, na kterém „mistr“ koncertoval. Přátelil se s českými hudebníky a často koncertoval s Českým kvartetem. Pořádal koncerty i se svým bratrem.

## Vyznamenání
- Řád železné koruny III. třídy
- Řád Františka Josefa I. třídy
- Řád červené orlice IV. třídy (Pruské království)
- Řád koruny (Pruské království)
- Řád Osmanie III. třídy (Osmanská říše, 1916)[4]

## Dílo (výběr)

### Klavírní skladby
- Octave-study, op. 15;
- Minuet, op. 31;
- Spanish Serenade, op. 37.
- Tanz-Arabeske. Op. 41
- Romanze. Op. 42.
- Ungarische Fantasie: mit Benutzung von Nationalmotiven. Op. 55 (1912)
- Soirée de Vienne: Konzertparaphrase über Johann Straußsche
- Walzermotive (z operety „Netopýr“ a dalších). Op. 56.
- Walzer-Paraphrase über „Frühlingsstimmen Op. 410“ von Johann Strauß.
- Kaiser-Walzer

### Jevištní díla
- Der Lebemann (opereta, text Ludwig Fischl a Alexander Landesberg, 1903, Theater an der Wien)
- Die Schönen von Fogaras. (Komická opera – libreto podle povídky Kalmana Mikszáthse napsal Victor Léon, 1908).